# Günther Blumentritt (Architekt)
Günther Blumentritt (* 23. Juni 1859 in Apolda; † 23. Juni 1941 in München) war ein deutscher Architekt und bayerischer Baubeamter.

## Leben
Blumentritt studierte in München und wurde während des Studium 1882 Mitglied des Corps Ratisbonia. Er war Schüler von Friedrich von Thiersch in München. Der Architekt wurde zum Geheimen Oberbaurat und Ministerialrat berufen. Seine oft in Zusammenarbeit mit Paul Pfann entstandenen Entwürfe sind dem Historismus zuzuordnen. Zu seinen bedeutendsten Werken zählen die Neue Schießstätte der Königlich privilegierten Haupt-Schützengesellschaft München von 1406 in Obersendling, das Französische Generalkonsulat in der Möhlstraße 10 in Bogenhausen, der Rathausneubau in Freising und der Ostflügel des Justizgebäudes in Nürnberg. Zusammen mit Fritz Koch plante er die 1902/03 errichtete evangelisch-lutherische Pfarrkirche in Günzburg (Auferstehungskirche).
Blumentritt war verheiratet mit Lina Rückart (* 24. März 1868 in München; † 6. November 1928 ebenda). Sein ältester Sohn Günther Blumentritt war ein deutscher Offizier, zuletzt General der Infanterie. Der zweite Sohn, Friedrich, wurde am 12. September 1895 in München geboren, der dritte Sohn Eugen Otto (* 15. September 1904 in München) wurde wie der Vater Architekt und verzog 1951 nach Frankfurt.